# Kefaloforia

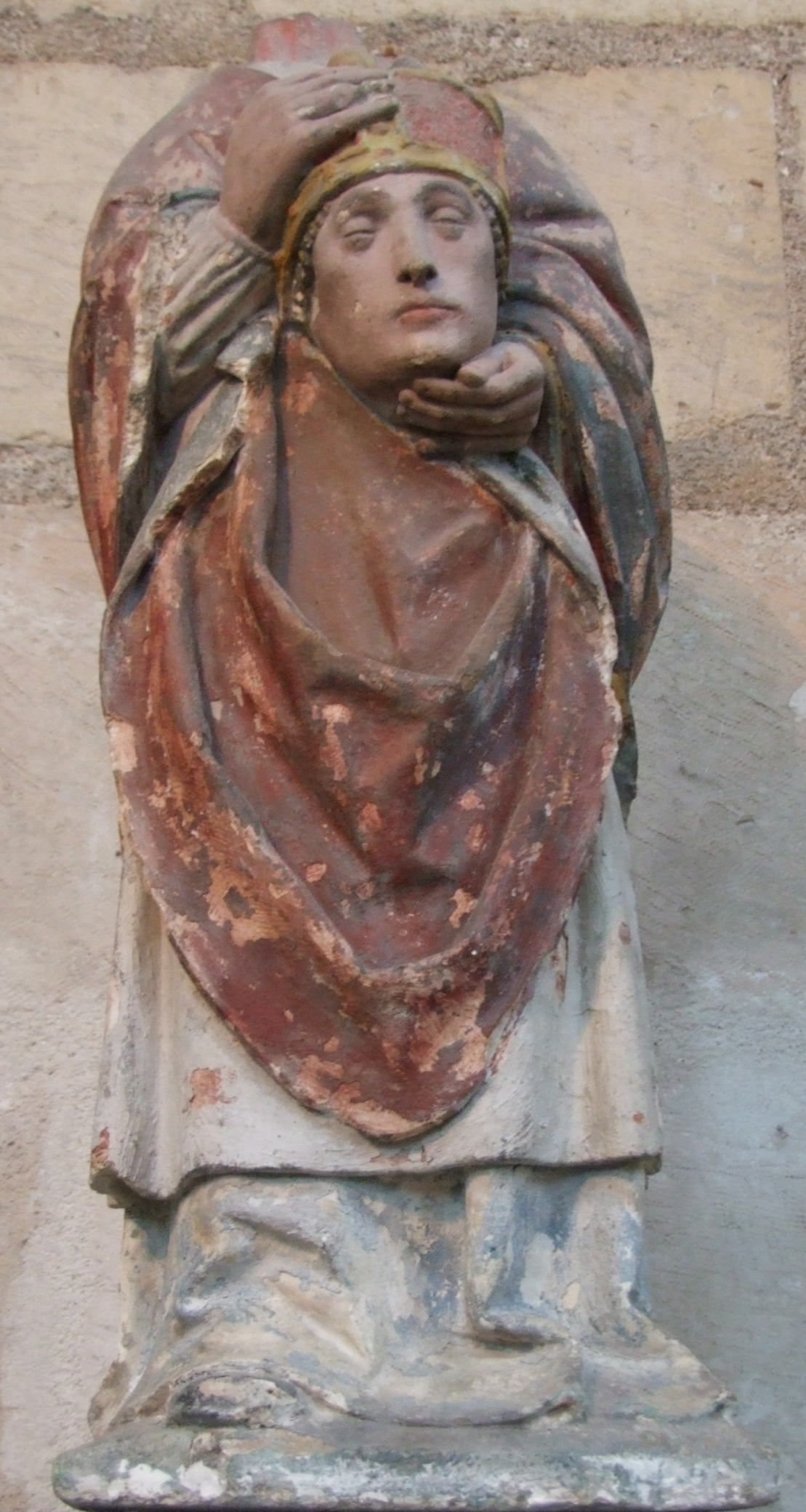
Św. Dionizy (rzeźba z bazyliki Saint-Denis)

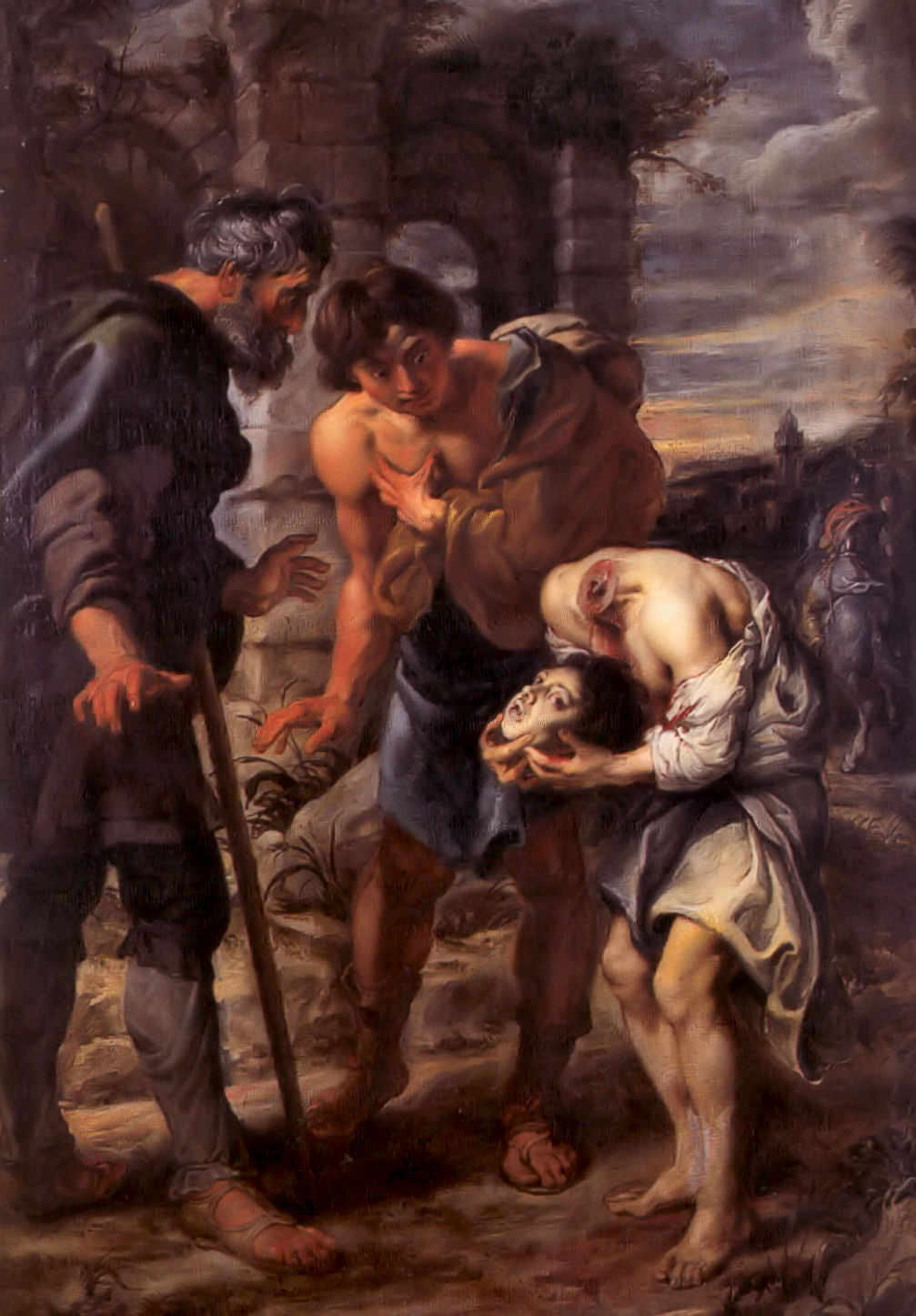
Peter Paul Rubens, Cud św. Justusa

Kefaloforia, głowonoszenie – w ikonografii hagiograficznej motyw, ukazujący męczennika trzymającego w rękach własną ściętą głowę, także cud świętych noszenia własnej głowy po śmierci przez dekapitację. W hagiografii był to popularny motyw wskazywania przez świętego miejsca, gdzie chce być pochowany. Motyw ten podkreślał też chwałę męczennika i jego zwycięstwo nad poganami.

## Przykłady
- Dionizy (biskup Paryża)[2][3]
- Feliks i Regula[4]
- Lucjan z Beauvais[5]
- Jan Włodzimierz[6]
- Justus z Beauvais(inne języki)[7]
- Łazarz I Hrebeljanović[7]
- Natalena  (Lena) z Pamiers[8]
- Nikazy z Reims[7]
- Merkury Smoleński[9]
- Solangia[10]
- Wojciech Sławnikowic (święty męczennik)[2]
- Waleria z Limoges[11]